# Qūch Palang
Qūch Palang (persiska: قوچ پلنگ) är en ort i Iran.   Den ligger i provinsen Khorasan, i den nordöstra delen av landet, 700 km öster om huvudstaden Teheran. Qūch Palang ligger 1 265 meter över havet och antalet invånare är 763.
Terrängen runt Qūch Palang är kuperad norrut, men söderut är den platt. Terrängen runt Qūch Palang sluttar söderut. Runt Qūch Palang är det glesbefolkat, med 19 invånare per kvadratkilometer. Närmaste större samhälle är Kāshmar, 13,3 km väster om Qūch Palang. Omgivningarna runt Qūch Palang är i huvudsak ett öppet busklandskap.